# Абауйсанто
Абауйсанто (угор. Abaújszántó) — місто на північному сході Угорщини в медье Боршод-Абауй-Земплен. Розташоване за сорок кілометрів від столиці медье — міста Мішкольца. Населення — 3407 чоловік (2001).
Поселення було населено, починаючи з античних часів. Протягом багатьох століть було важливим торговим центром. Втратило статус міста, яке мало понад 600 років, в 1902 році. Знову отримало даний статус у 2004 році. Розвинені виноробство і народні ремесла.
Пам'ятки — готичний костел XIV століття, перебудований у XVIII столітті в бароковому стилі, барочна кальвіністська церква (1752), лютеранська церква епохи пізнього бароко і красива неокласична греко-католицька церква, прикрашена різьбленим іконостасом.
Міста-побратими — Бад-Швальбах і Оберлунгвіц (Німеччина).

## Відомі уродженці
У Абауйсанто народився відомий перекладач і поет мовою есперанто Кальман Калочаі, його ім'я носить одна з міських вулиць.